# Gilson Costa
Gilson Sequeira da Costa (São Tomé, 24 settembre 1996) è un calciatore saotomense naturalizzato portoghese, centrocampista del Persebaya Surabaya.

## Carriera

### Club
Ha giocato nella prima divisione portoghese e in quella cipriota.

### Nazionale
Ha giocato nelle nazionali giovanili portoghesi Under-18, Under-19 ed Under-20.